# Charcé-Saint-Ellier-sur-Aubance
Charcé-Saint-Ellier-sur-Aubance là một xã thuộc tỉnh Maine-et-Loire trong vùng Pays de la Loire phía tây nước Pháp. Xã này nằm ở khu vực có độ cao trung bình 82 mét trên mực nước biển.
Dân số năm 2006 là 695 người.